# Arcadia-Konferenz
Die Arcadia-Konferenz fand vom 22. Dezember 1941 bis zum 14. Januar 1942 in Washington, D.C. statt. Der britische Premierminister Winston Churchill und der US-Präsident Franklin D. Roosevelt sowie deren Delegationen erörterten die Kriegslage in Europa. Die Konferenz war die Anschlusskonferenz der vom 9. bis 12. August 1941 in der Placentia Bay auf Neufundland abgehaltenen geheimen britisch-amerikanischen Atlantikkonferenz. Die dort beschlossene Atlantik-Charta bildete die Grundlage für die Gespräche in Washington.

## Themen
Nach dem japanischen Angriff auf Pearl Harbor, der Kriegserklärung Japans an die USA und Großbritannien und der folgenden Kriegserklärung Deutschlands und Italiens an die Vereinigten Staaten wurde der Krieg gegen Japan sowie in Europa und Afrika gegen Deutschland und Italien thematisiert. Die Teilnehmer bezeichneten Europa als vorrangigen Kriegsschauplatz. Sie sahen das deutsche Kriegspotential als am gefährlichsten an und beschlossen zuerst die deutsche Gefahr auszuschalten. Dieses Ziel wurde unter dem Schlagwort „Germany first“ bekannt. Das Übereinkommen lautete wie folgt (Auszug):

“In 1942, the methods of wearing down Germany’s resistance will be … ever increasing air bombardment by British and American forces … assistance to Russia’s offensive by all available means … [and operations] the main object [of which] will be gaining possession of the whole North African coast…. It does not seem likely that in 1942 any large scale land offensive against Germany, except on the Russian front, will be possible … [but] in 1943, the way may be clear for a return to the continent across the Mediterranean, from Turkey into the Balkans, or by landings in Western Europe. Such operations will be the prelude to the final assault on Germany itself.”

„1942 werden die Methoden, die Deutschlands Widerstand zermürben, folgende sein … immer mehr Luftangriffe britischer und amerikanischer Streitkräfte … Unterstützung der russischen Offensive mit allen verfügbaren Mitteln … [und Operationen], [deren] Hauptziel die Eroberung der kompletten Nordafrikanischen Küste sein wird …. Es scheint nicht wahrscheinlich, dass 1942 eine großangelegte Landoffensive gegen Deutschland, außer an der russischen Front, möglich sein wird … [aber], 1943 könnte der Weg frei sein für eine Rückkehr auf den Kontinent über das Mittelmeer, von der Türkei aus dem Balkan oder durch Anlandungen in Westeuropa. Solche Operationen werden der Auftakt zum endgültigen Angriff auf Deutschland selbst sein.“

Die vier wichtigsten Strategien dazu waren:
1. Durchführung des Friedensprogramms der Rüstungsindustrie und Aufrechterhaltung der Überseekommunikation.
2. Bestimmung des europäischen Kriegsschauplatzes und des Atlantik als das ausschlaggebende Gebiet zur Bekämpfung der Achsenmächte und für einen Sieg über Deutschland.
3. Aufbau einer Verteidigungsposition im Pazifik bis zum Sieg im Atlantik und über Europa mit der Möglichkeit, kleinere Offensivoperationen gegen Japan zu unternehmen.
4. Der Angriff gegen Deutschland sollte offensiv über das Mittelmeer geführt werden mit massiven Bomberangriffen auf das deutsche Kernland und die Festung Europa. Blockade gegen Deutschland und subversive Operationen in deutsch besetzten Gebieten.

Die militärischen und strategischen Kräfte sollten ein gemeinsames Oberkommando erhalten, das CCS (Combined Chiefs of Staff), einen gemeinsamen Ausschuss der britischen und amerikanischen Generalstäbe; dieser wurde am 14. Januar 1942 gegründet. Im Rahmen der Konferenz wurde zurückgehend auf britische Pläne beschlossen 1942 eine zweite Front in Nordafrika zu eröffnen, um amerikanische Truppen möglichst schnell in den Kampf zu führen. Die Pläne liefen zunächst unter der Bezeichnung Operation Gymnast und wurden später durch die Operation Torch ersetzt.

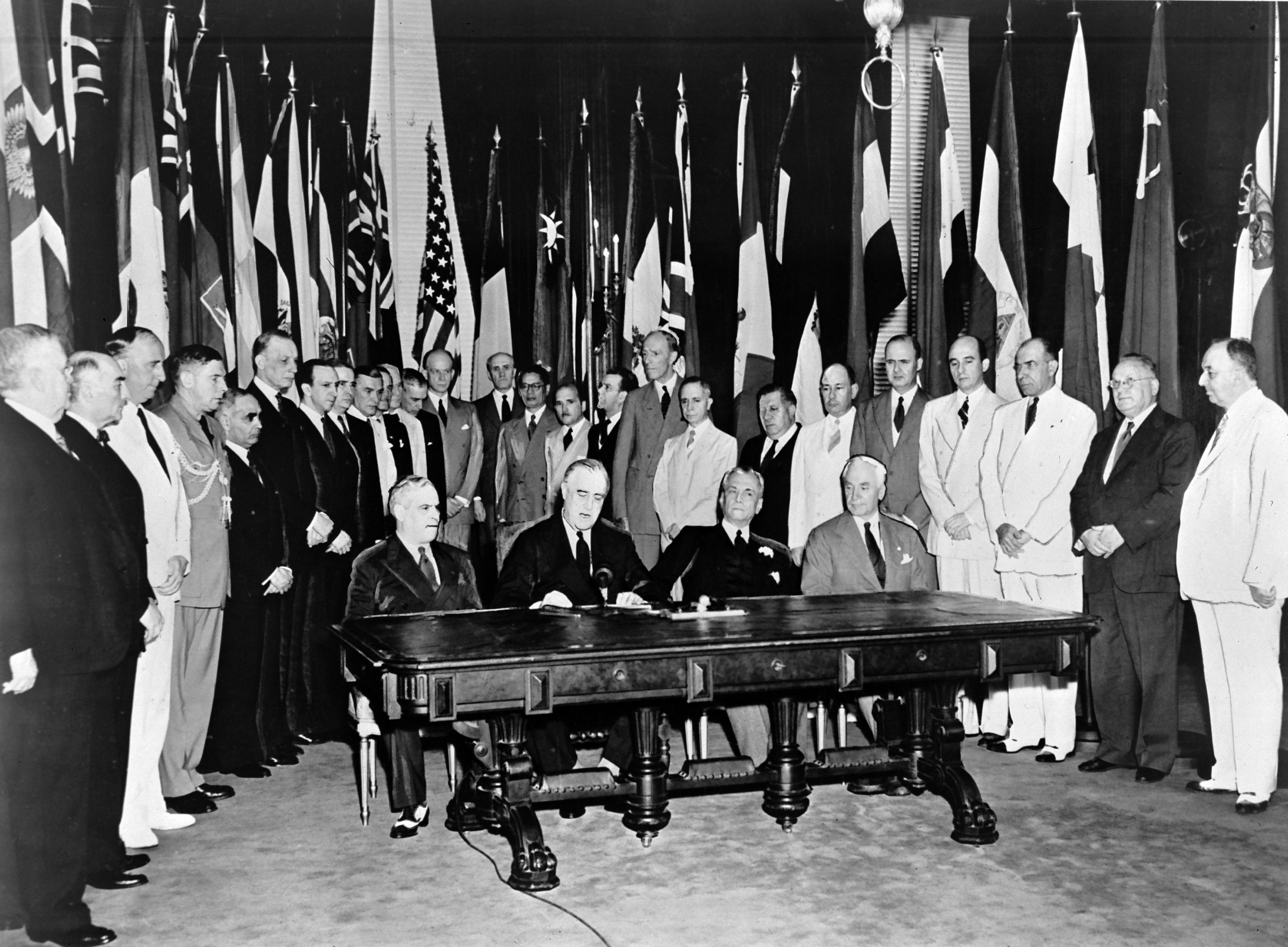
Deklaration der Vereinten Nationen wird am 1. Januar 1942 unterzeichnet

Für die Koordinierung der kriegswirtschaftlichen Anstrengungen zwischen den Vereinigten Staaten und dem Commonwealth wurden fünf gemeinsame Gremien geschaffen. Das Combined Munitions Assignments Board für die Zuteilung von Waffen und Munition auf die Kriegsschauplätze und Waffengattungen sowie Gremien für Produktion (Combined Production and Resources Board), Rohstoffversorgung (Combined Raw Materials Board), Nahrungsmittel (Combined Food Board) und Schiffstransport (Combined Shipping Adjustment Board).
Für den Krieg im Südwestpazifik (East Indies Barrier) wurde ein gemeinsames Kommando (ABDACOM) der amerikanischen, britischen, niederländischen (Dutch) und australischen Streitkräfte unter General Wavell ohne vorherige Diskussion mit Australien und der niederländischen (Exil-)Regierung beschlossen.
Die Deklaration der Vereinten Nationen wurde abgesprochen und während der Konferenz am 1. Januar 1942 verabschiedet. 26 Länder beteiligten sich sofort daran und weitere 20 schlossen sich im Kriegsverlauf an. Sie erkannten die Atlantik-Charta an und verpflichteten sich, keinen Separatfrieden zu schließen.